# Друштвене норме
Друштвене норме су прописани и захтевани облици понашања чије упражњавање друштво подржава и награђује, а одступање и непоштовање осуђује и кажњава. Могу бити у формализованом виду (нпр. закони, прописи) или неформализованом (нпр. обичаји, друштвене конвенције). Друштвене норме су регулатори друштвеног понашања људи. Ради усмеравања понашања свака друштвена заједница користи механизме контроле поштовања норми које регулише законом.